# Verwaltungsgemeinschaft Ländereck
In der Verwaltungsgemeinschaft Ländereck (von 2013 bis 2023 Verwaltungsgemeinschaft Wünschendorf) im thüringischen Landkreis Greiz haben sich zehn Gemeinden zur Erledigung ihrer Verwaltungsgeschäfte zusammengeschlossen. 
Sitz der Verwaltungsgemeinschaft ist in Seelingstädt.

## Die Gemeinden
Nachfolgend die Gemeinden und deren Einwohnerzahl in Klammern (Stand: 31. Dezember 2023):
1. Braunichswalde (613)
2. Endschütz (330)
3. Gauern (123)
4. Hilbersdorf (199)
5. Kauern (459)
6. Linda b. Weida (416)
7. Paitzdorf (420)
8. Rückersdorf (680)
9. Seelingstädt (1278)
10. Teichwitz (96)

Datenquelle: Thüringer Landesamt für Statistik

## Geschichte
Die Verwaltungsgemeinschaft Ländereck wurde zum 1. Dezember 1991 gegründet. Am 1. Juli 1994 traten Hilbersdorf und am 1. Juli 1995 Endschütz und Kauern in die Verwaltungsgemeinschaft ein. Am 19. August 2010 hat der Gemeinderat von Wünschendorf/Elster, mit dem Beschluss 68/10, den Beitritt zur Verwaltungsgemeinschaft Ländereck zum 1. Januar 2012 beschlossen. Mit seinen 2740 Einwohnern war Wünschendorf die größte Gemeinde der Verwaltungsgemeinschaft. Zum 8. Februar 2013 wurde die Verwaltungsgemeinschaft umbenannt und der Verwaltungssitz nach Wünschendorf verlegt. Zuvor befand sich dieser in Seelingstädt, wo eine Außenstelle der Verwaltung weiterbesteht. Mit der Auflösung der Verwaltungsgemeinschaft Leubatal am 31. Dezember 2013 trat die Gemeinde Teichwitz der VG bei. Das wurde mit dem Thüringer Gesetz zur freiwilligen Neugliederung kreisangehöriger Gemeinden im Jahr 2013 beschlossen.
Für Verstimmungen sorgte die Verlegung von weiteren Teilen der Verwaltung aus dem Wünschendorfer Rathaus nach Seelingstädt in die Räume der vormaligen Sparkasse und einen kleineren Neubau, sowie der Eindruck der Wünschendorfer, auch bei anderen Entscheidungen zu wenig Gewicht innerhalb der VG zu haben. Die Gemeinde Wünschendorf fusionierte am 1. Januar 2024 mit der Nachbarstadt Berga/Elster zur Stadt Berga-Wünschendorf. Dafür trat sie aus der Verwaltungsgemeinschaft aus und diese übernahm wieder ihren ursprünglichen Namen. Der Verwaltungssitz wurde von Wünschendorf wieder nach Seelingstädt verlegt.

### Einwohnerentwicklung
Entwicklung der Einwohnerzahl (Stand jeweils 31. Dezember):
| - 1994: 4.567 - 1995: 5.396 - 1996: 5.376 - 1997: 5.503 - 1998: 5.514 - 1999: 5.414 | - 2000: 5.386 - 2001: 5.325 - 2002: 5.295 - 2003: 5.248 - 2004: 5.217 - 2005: 5.175 | - 2006: 5.089 - 2007: 5.072 - 2008: 5.006 - 2009: 4.901 - 2010: 4.801 - 2011: 4.753 | - 2012: 7.682 - 2013: 7.725 - 2014: 7.692 - 2015: 7.686 - 2016: 7.606 - 2017: 7.499 | - 2018: 7.464 - 2019: 7.392 - 2020: 7.397 - 2021: 7.381 - 2022: 7.355 - 2023: 7.354 |

 Datenquelle: Thüringer Landesamt für Statistik